# Otto Lesser
Otto Leberecht Lesser (Brotterode, 16 octobre 1830 – Hanovre, 12 août 1887) est un astronome prussien.
Le Centre des planètes mineures le crédite de la co-découverte de l'astéroïde (62) Érato effectuée le 14 septembre 1860 avec la collaboration de Wilhelm Foerster.